# Is This Desire?
Albums de PJ Harvey
Dance Hall at Louse Point
(1996) Stories from the City, Stories from the Sea
(2000)
Is This Desire? est un album de PJ Harvey sorti en 1998.
Cet album se démarque de ses productions précédentes, il propose une musique plus expérimentale et un peu plus électronique.
L'album est certifié disque d'Argent au Royaume-Uni (60 000 exemplaires vendus), en France l'album est certifié disque d'Or.

## Liste des titres
1. Angelene – 3:34
2. The Sky Lit Up – 1:52
3. The Wind – 4:01
4. My Beautiful Leah – 1:59
5. A Perfect Day Elise – 3:06
6. Catherine – 4:05
7. Electric Light – 3:04
8. The Garden – 4:12
9. Joy – 3:40
10. The River – 4:52
11. No Girl So Sweet – 2:45
12. Is This Desire? – 3:25